# CHSq
Custom House Square (estilizado como CHSq ) é um evento de música ao ar livre realizado em Custom House Square, Belfast. 2017 foi o primeiro ano do CHSq, mas eventos foram realizados neste local antes, como o festival de música Belsonic em 2014. A capacidade deste evento é de 5.000. 
O evento de 2022 deve incluir Simple Minds (reagendado para 2021). 

## 2018
CHSq 2018 foi anunciado para retornar em 2018 com o primeiro ato principal a ser Rag'n'Bone Man com apoio.  Mais 8 headliners foram anunciados nas próximas semanas e meses, juntamente com seus artistas de apoio. Kasabian retornará ao CHSq em 2018, depois que o show do ano passado foi cancelado minutos antes de eles subirem ao palco "devido a doença(s)". 
| Escalação de 2018 |              |                      |                                                      |
| Ano               | Dia mês      | Artistas principais  | Artistas de apoio                                    |
| 2018              | 10 de agosto | Jorge Ezra           | Hudson TaylorDan Caplen                              |
| 2018              | 11 de agosto | Ben Nicky            | Jody Wisternoff, Jerome Isma-Ae, Paddy Gormley       |
| 2018              | 18 de agosto | Sasha e John Digweed | Nic Fanciulli, Psycatron                             |
| 2018              | 20 de agosto | Kasabian             | DMA's                                                |
| 2018              | 22 de agosto | Travis               | Freios de Turim                                      |
| 2018              | 23 de agosto | Kodaline             | Lewis Capaldi, Brand New Friend                      |
| 2018              | 24 de agosto | Rag'n'Bone Man       | Mullally                                             |
| 2018              | 25 de agosto | Stiff Little Fingers | The Damned/Buzzcocks,The Defects, Terri Hooley       |
| 2018              | 26 de agosto | Drumcode X Shine     | Adam Beyer, Amelie Lens, Enrico Sangiuliano, Schmutz |

## 2017
CHSq 2017 foi anunciado em Março  com atos sendo adicionados ao line-up a cada duas semanas. Foi anunciado nas redes sociais do CHSq que o show do dia 20 de agosto com a atração principal Oliver Heldens seria cancelado devido a "dificuldades de agendamento", eles também anunciaram que outra data seria anunciada oportunamente para o inverno de 2017 para compensar os transtornos causados.  O show de Kasabian foi cancelado minutos antes de eles subirem ao palco "devido a doença(s)", os organizadores dizem que o show será reagendado. 
| Escalação de 2017 |              |                            |                                                         |
| Ano               | Dia mês      | Artista principais         | Artistas de apoio                                       |
| 2017              | 11 de agosto | Acima e Além               | Oliver Smith, 16 Bit Lolitas                            |
| 2017              | 12 de agosto | Walking on Cars            | TBA                                                     |
| 2017              | 16 de agosto | Emeli Sande                | Ray BLK                                                 |
| 2017              | 17 de agosto | Timmy Trompete             | Will SparksJoel Fletcher                                |
| 2017              | 19 de agosto | Foy Vance                  | Amy MacDonald, Ryan McMullan, David C Clements          |
| 2017              | 20 de agosto | Oliver Heldens - Cancelado | John GibbonsJax Jones                                   |
| 2017              | 22 de agosto | Kasabian - Cancelado       | Flores, Touts                                           |
| 2017              | 25 de agosto | Ocean Colour Scene         | O Coral, Carl Barât, The Jackals                        |
| 2017              | 26 de agosto | Stiff Little Fingers       | The Stranglers, The Ruts DC, The Outcasts, Terri Hooley |
| 2017              | 27 de agosto | Carl Cox                   | Hot Since 82, Phil Kieran, Schmutz                      |